# 迦葉三兄弟
迦葉三兄弟，又稱三迦葉，佛陀弟子，是兄弟三人。原本祀奉火神阿耆尼，後率領一千名弟子皈依佛陀，成為釋迦牟尼常隨眾一千二百五十人其中一眾。

## 外稱
長兄名優樓頻羅迦葉，又名鬱為，義為木瓜林。本為國師。《阿含經》提到：優樓頻羅迦葉，將護四眾，供給四事，令無所乏，最為第一。
次者名為伽耶迦葉，義為城。《阿含經》提到：了觀諸法，皆無所著，善能教化，最為第一。
老三名那提迦葉，義為河，或是江。《阿含經》提到：心意寂然，降伏諸結，精進第一。

## 釋迦牟尼展現神通度化三迦葉

### 毒龍石室
釋迦牟尼到尼連禪河時，先向迦葉借宿在一處有毒龍的石室，當夜釋迦牟尼泰然地安坐在石室當中，他知道毒龍對他不會有惡意，因此一直度過深宵。次日，當釋迦牟尼安然無恙地從石室走出，迦葉師徒雖大為驚歎，惟亦對釋迦牟尼起了戒心。釋迦牟尼得知後便向優樓頻羅迦葉提出在尼連禪河暫住，優樓頻羅迦葉亦答應了。

### 四大天王、帝釋天、梵天先後聽佛開示
第二夜，釋迦牟尼在迦葉住處附近的樹下打坐，四大天王前來聽釋迦牟尼開示，其身光明普照天地。迦葉在夜裡醒來，見到釋迦牟尼附近光明耀眼，隔日清晨立即前去問釋迦牟尼：「你也是奉事火神的嗎？」釋迦牟尼回答：「我非奉事火神，昨夜有四大天王前來聽法，你看到的光明是天王身上的光。」到了第三夜，帝釋天前來聽法，比前一夜更加光明；第四夜，梵天也來聽法，其光耀更盛於帝釋天。迦葉都在夜間看到熾盛的光芒，故於次日清晨對釋迦牟尼說：「你一定是事奉火神，夜裡才會有光明遍照天地。」釋迦牟尼又向他解釋，是帝釋天、大梵天前來聽法，他所見的光明，是他們身上的光芒。

### 迦葉供奉三火
迦葉五百弟子平日都會供奉三火，一日，他們如常供火，卻無論如何都無法燃起。弟子們感覺奇怪於是告訴優樓頻羅迦葉。他回應道：「必定是那位大沙門的所為。」於是他便告訴釋迦牟尼：「我們無法點火。」釋迦牟尼回應：「你們要點火嗎？現在你們回去就可以點火了」。他們回到供火處，火果然就點起了。儀式過後，迦葉欲把火熄滅又不能，弟子們亦無法熄滅。於是他們又回想起釋迦牟尼，隨即告訴釋迦牟尼：「我們無法把火熄滅。」釋迦牟尼回應：「你們要把火熄滅嗎？現在可以了。」迦葉等人回到供火處，火就熄滅了。

## 迦葉三兄弟誠心皈佛

### 優樓頻羅迦葉
迦葉見證釋迦牟尼神通後嚇了一跳，很敬佩但也很嫉妒，所以仍不肯皈依。這時釋迦牟尼佛知道迦葉心中的想法，便說道：「你常常心想我是大沙門，雖得阿羅漢，但遠不如你這個阿羅漢。但如今在我看來，你並非阿羅漢，也非向阿羅漢道喔。」他聽到釋迦牟尼竟把他心中的想法給一五一十地說了出來，嚇都嚇死了，他暗自驚訝道：「此大沙門，真的有大威神，能知我心中所念。此大沙門有大神足，自在得阿羅漢。我真的應該跟隨他修梵行。」
但優樓頻羅迦葉有五百名弟子，並且德高望重。釋迦牟尼期望把其弟子亦歸順於佛教，因此勸優樓頻羅迦葉告訴其弟子們他已誠心皈敬佛教，其弟子若有意跟從修行則留下來，若欲投其他教派門下則由他們自行決定。於是迦葉則當眾宣佈他已皈依佛陀，然弟子們則異口同聲回答眾等已對釋迦牟尼有信心，只等老師行動。隨即把事火用具通通丟進尼連禪河當中，按部就班進行皈依儀式。

### 那提迦葉、伽耶迦葉
迦葉有兩個弟弟，大弟名那提，小弟名伽耶，兩人各有二百五十位弟子，他們就住在尼連禪河邊的房舍修行。一日，他們在河邊看到拜火教的象徵物品順流而下。兩個弟弟擔心迦葉可能被人所害。於是，他們便帶著五百弟子立即走到上游，一路尋找他們。
後來，他們看到優樓頻羅迦葉及弟子都成為釋迦牟尼徒眾時，大為驚訝，問迦葉：「大哥，學習沙門的梵行會更好嗎？」優樓頻螺迦葉說：「我跟從釋迦牟尼出家學道，更上一層了。」他們聽後，則各自率領徒眾到釋迦牟尼處皈依佛教。他們都頂禮佛足，祈請釋迦牟尼收他們為弟子。從此，迦葉三兄弟及其徒眾們則成為佛教常隨眾一千人。